# Korzok Gompa
Korzok, དཀོར་མཛོད་ (wylie dkor-mdzod) est un monastère bouddhiste situé dans le village de  Korzok qui se trouve à 211 km au Sud de Leh, dans la région biogéographique trans-himalayenne . Il est baigné par le plus grand des lacs de haute altitude 4 522 m du Ladakh, qui a pour capitale Leh, (tibétain : གླེ, Wylie : gle, THL : lé་ ; hindî : लेह, translit. iso : lēha), du district du même nom, dans l'État du Jammu-et-Cachemire en Inde. 
 Tso Moriri  'ou'  Lace Moriri  '((bo)) ou "Lac de Montagne", est un lac du plateau Changthang (littéralement: plaines du nord) en Jammu-et-Cachemire au nord de l' Inde. Le lac et ses environs sont protégés en tant que réserve naturelle du patrimoine pour la conservation des terres humides Tso Moriri. Il mesure 26 km m de long sur 3 km à 5 km de large.

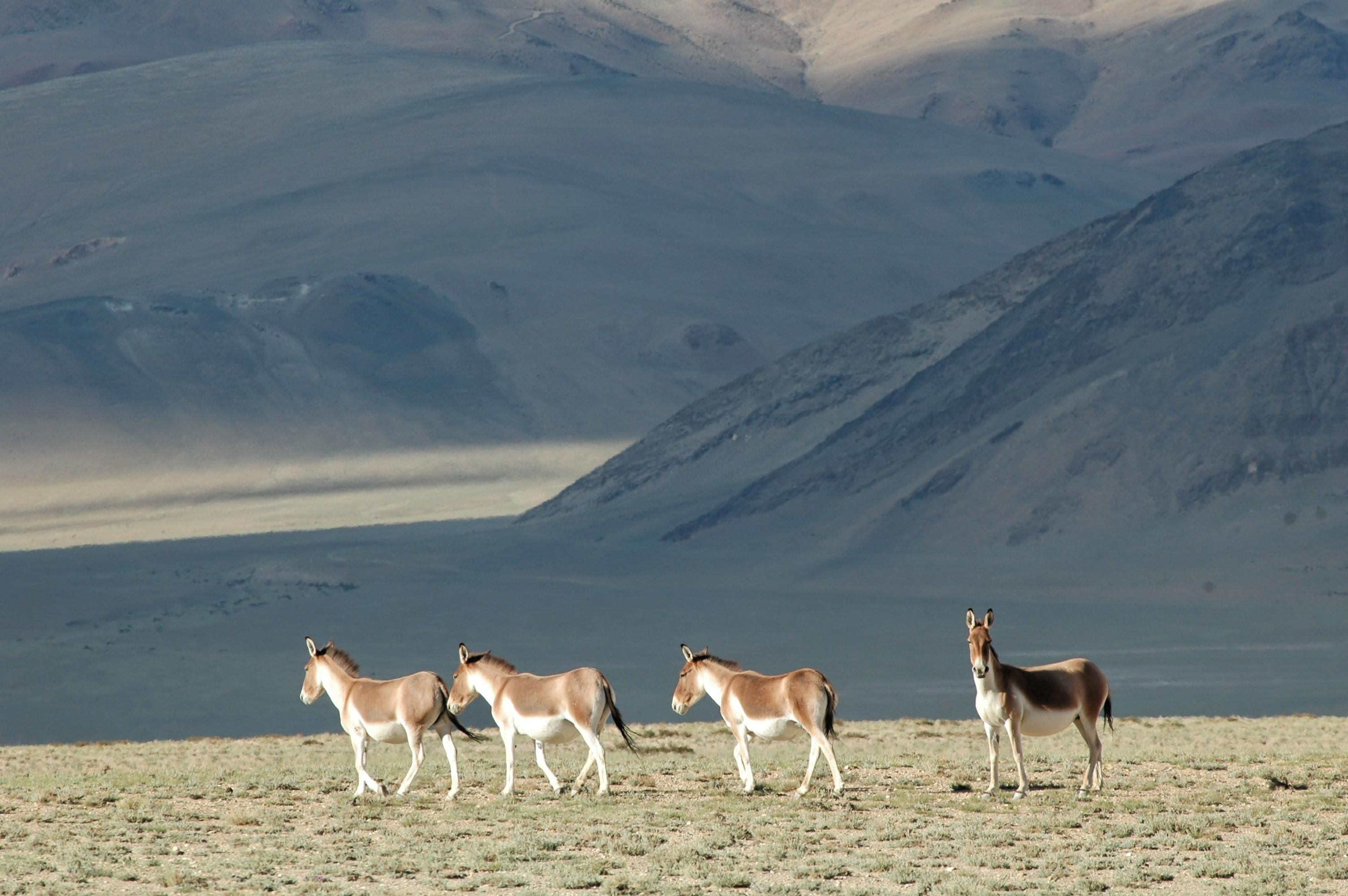
Tso Moriri (lac) et la faune

## Étymologie
Le mot «Korzok» est un dérivé de deux mots, à savoir «Kor» qui signifie une place dans la langue ladakhi et «Zok» qui est un dérivé du mot «dzot-pa» qui signifie «manager». Au fil des années, la dernière lettre du mot a été changée en 'k' pour le mot dérivé Zok et avec Kor a été appelé "Korzok". 

## Histoire
L'histoire de Korzok remonte aux rois qui  régnèrent dans ces contrées inhospitalières et qui ayant dû faire face à plusieurs guerres ont été contraints de mener une vie nomade en isolation. Un des rois de cette lignée nomade avait envoyé son émissaire au Tibet pour trouver de l'aide auprès des un Lamas. C'est le 3e Korzok Rinpoché, Kunga Lodro Ningpo, plus connu sous le nom de Langna Rinpoché, qui fut ainsi le fondateur du monastère de Korzok. Ce monastère, ayant acquis l'indépendance, devint le siège de la  vallée de Rupshu. Le règne du royaume nomade s'est terminé en août 1947, avec leur dernier roi Tsewang Yurgyal, quand l'Inde est devenue un pays démocratique. 
Le monastère est vénéré depuis 300 ans, ainsi que le lac Tso Moriri en contrebas considéré comme étant sacré par les populations locales. Sous leur pression la  WWF, une des plus grosses organisations de conservation en Inde, le lac Tsomoriri est reconnu «Don sacré pour une planète vivante».

## Structures

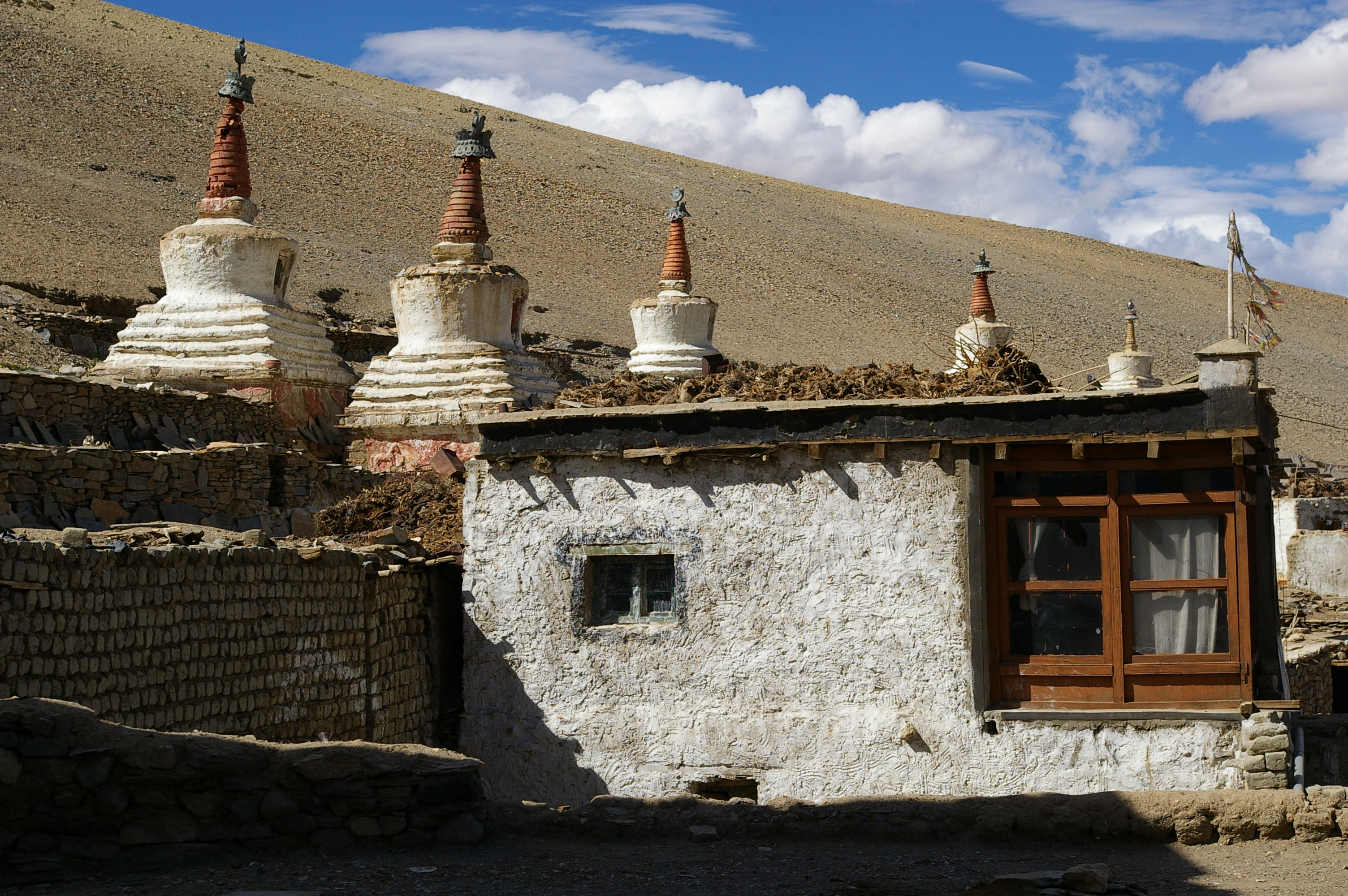
Chortens dans le village de Korzok

Le monastère de Korzok a été reconstruit au XIXe siècle sur la rive droite de la rivière Tsomoriri. Le vieux monastère a été construit sur une pente douce, contrairement à d'autres monastères qui sont généralement perchés sur les sommets des collines. Un impressionnant  photong  est également situé près du Gompa. Un certain nombre de Chortens sont également érigés près du monastère. 
Le monastère abrite la statue de Bouddha Shakyamuni avec des images d'autres divinités.

## Festival local

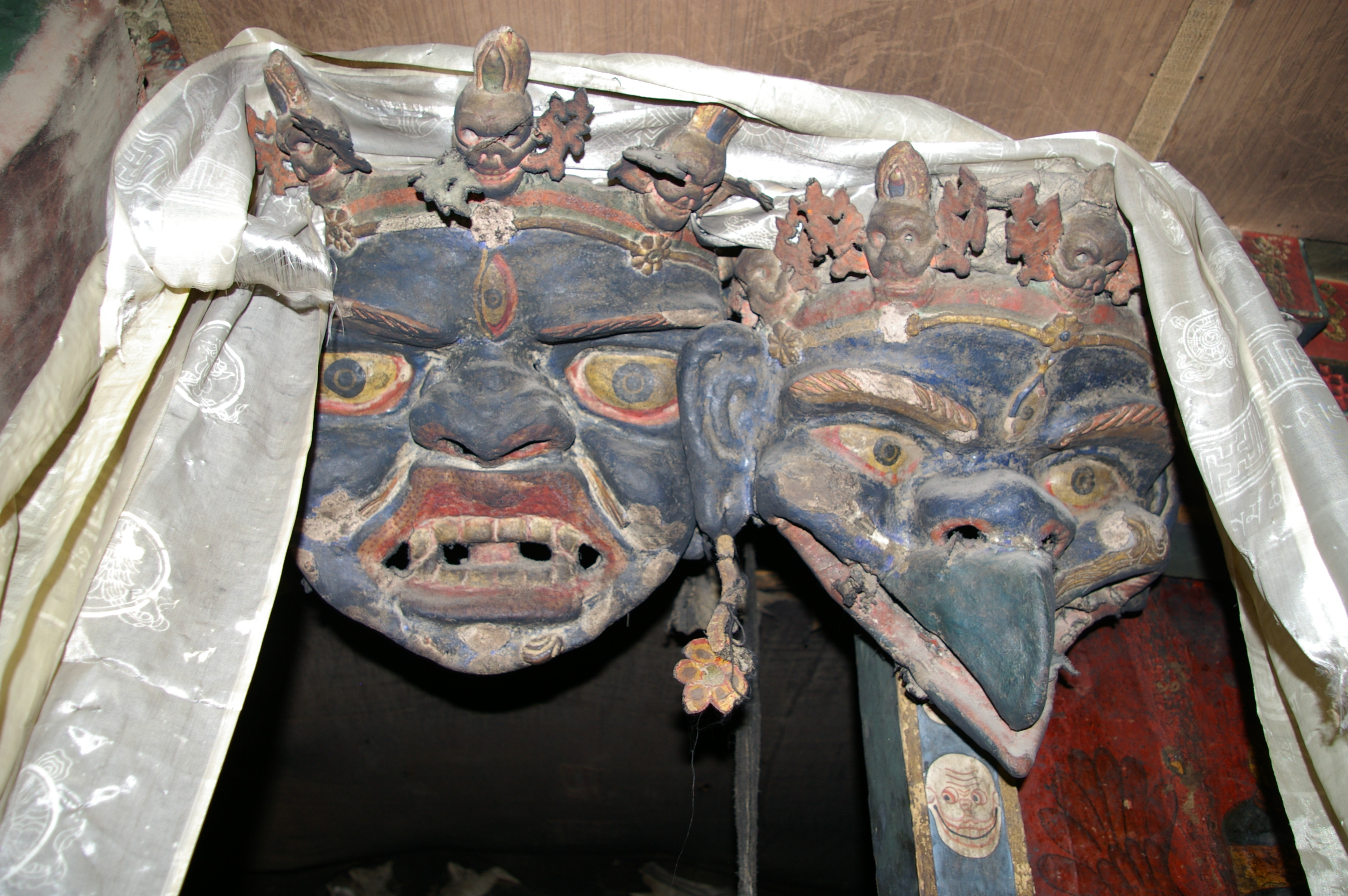
Masques utilisés pendant le festival de danse

Le festival de Korzok Gu-stor se tient au monastère et attire de nombreux Changpas, les bergers nomades du plateau tibétain. Le festival dure deux jours (juillet / août) et se termine avec le démembrement et la dispersion du «Storma» (gâteau sacrificiel) par le chef des danseurs lors d'une cérémonie appelée «Argham». (Killing).
Les démonstrations des danses cham (tibétain : འཆམ་, Wylie : cham, THL : cham ; chinois : 跳欠 ; pinyin : tiàoqiàn, mongol : ᠴᠠᠮ, VPMC : cham, cyrillique : цам, MNS : tsam)   principalement associé à l'école gelug du bouddhisme tibétain sont essentielles dans le festival monastique annuel. Les tribus nomades y participent avec ferveur aux cérémonies avec les dons qu'ils font au monastère.  C'est le lieu où ils dédient un fils dans chaque famille à la vie monastique. Les nomades locaux sont tellement dévoués au bouddhisme qu'en face de leur tente un espace est alloué pour y conserver les images symboliques et la statue d'un rinpoché, généralement le Dalaï Lama, avec les sept coupes d'offrande, en harmonie parfaite avec leurs propres divinités et esprits religieux (nomades).

## Galerie

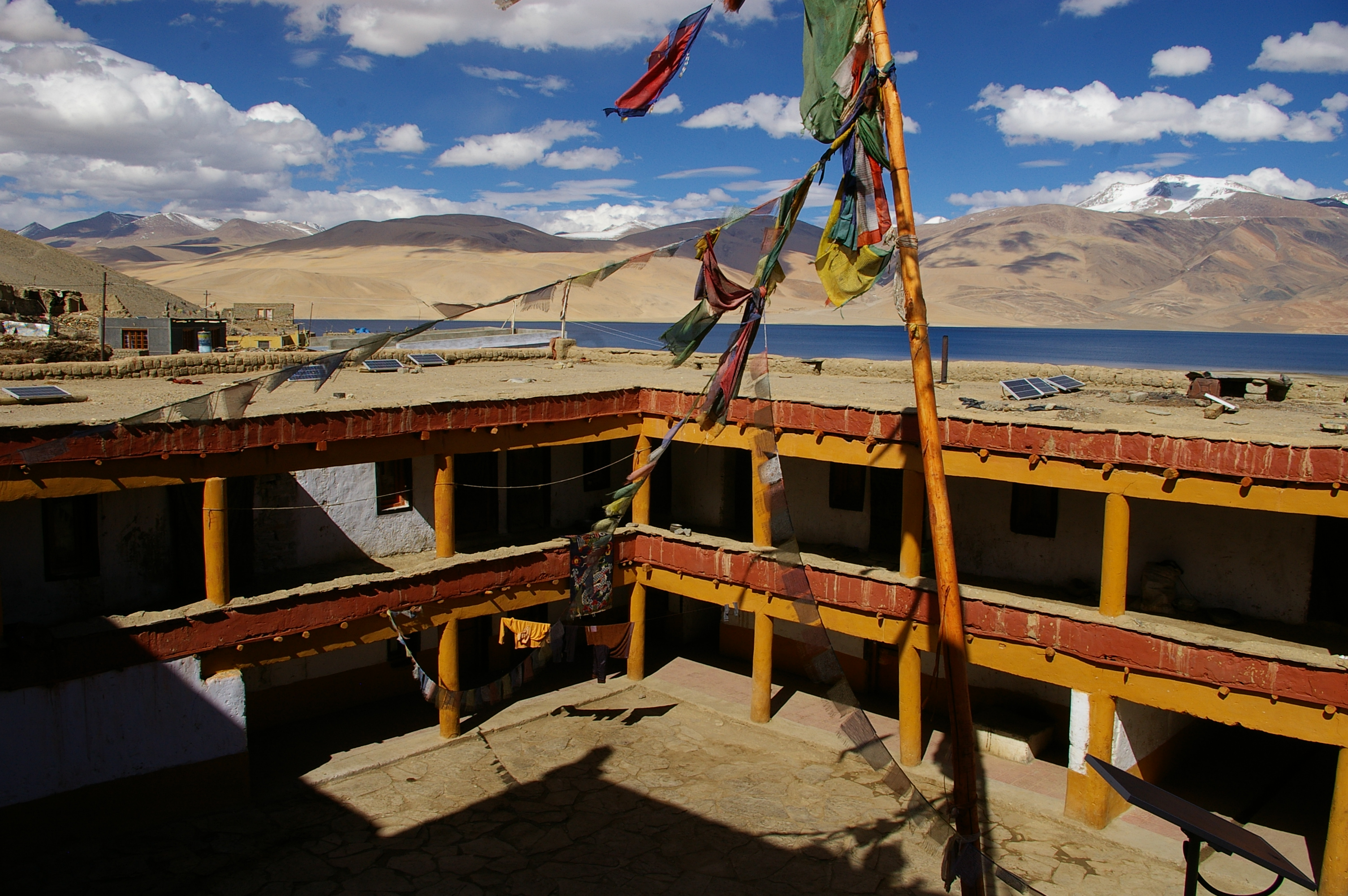
Vue du monastère de Korzok
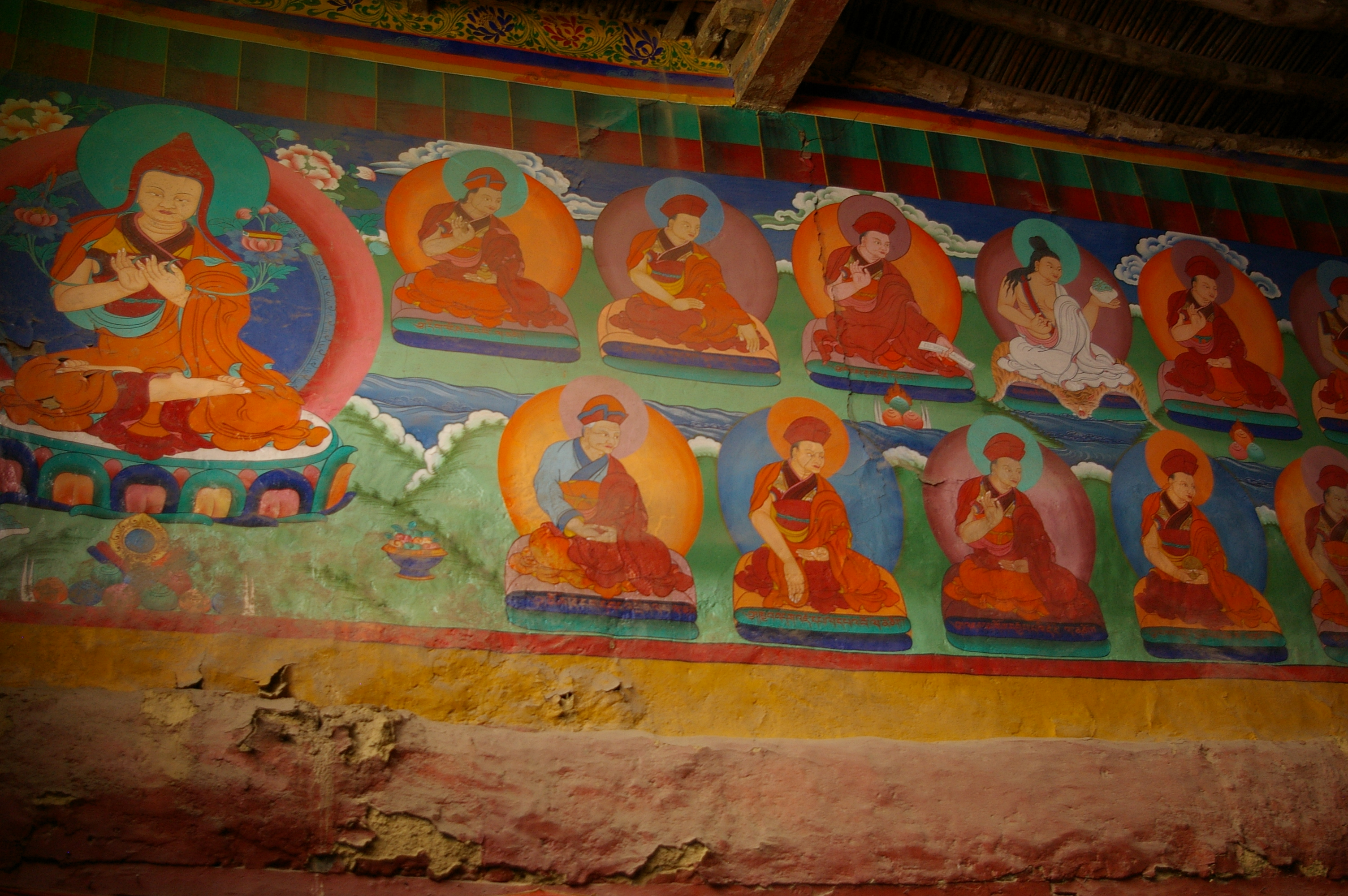
Peinture au monastère de Korzok
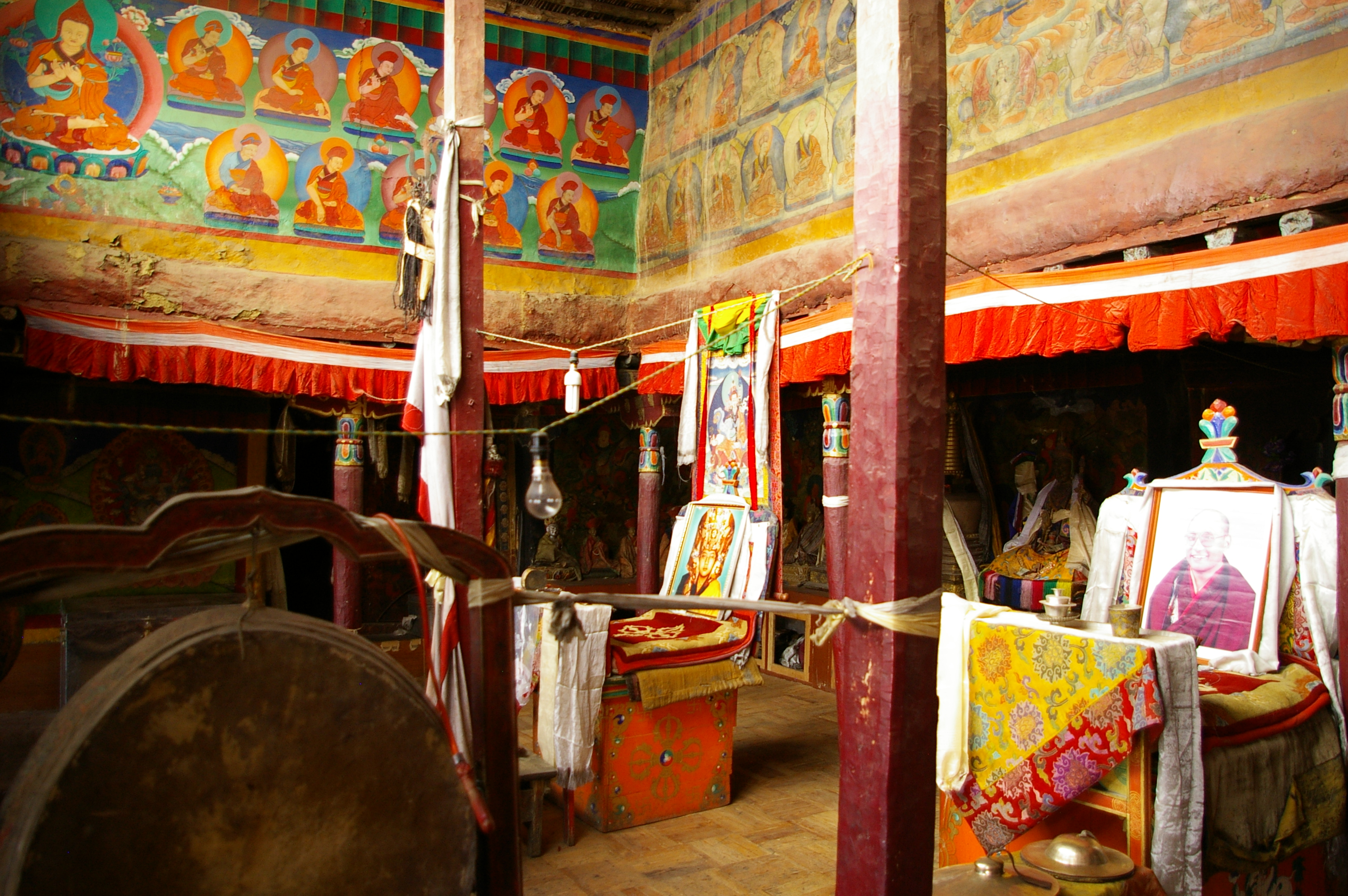
Peintures au monastère de Korzok